# Hormathophylla lapeyrousiana
Hormathophylla lapeyrousiana är en korsblommig växtart som först beskrevs av Claude Thomas Alexis Jordan, och fick sitt nu gällande namn av Philippe Küpfer. Hormathophylla lapeyrousiana ingår i släktet Hormathophylla och familjen korsblommiga växter. Inga underarter finns listade i Catalogue of Life.